# Тхакхек
Тхакхек (лаос. ທ່າ ແຂກ) — місто в Лаосі, адміністративний центр провінції Кхаммуан і однойменного району, що входить до складу провінції. Лежить на лівому березі річки Меконг, навпроти таїландського міста Накхон Пханом, з яким сполучений автодорожнім мостом.
Кількість жителів становить 26,2 тис. осіб. Значний транспортний вузол, туристичний центр, що розвивається.
З містом пов'язані важливі політичні та воєнні події періоду боротьби Лаосу за незалежність.

## Історія

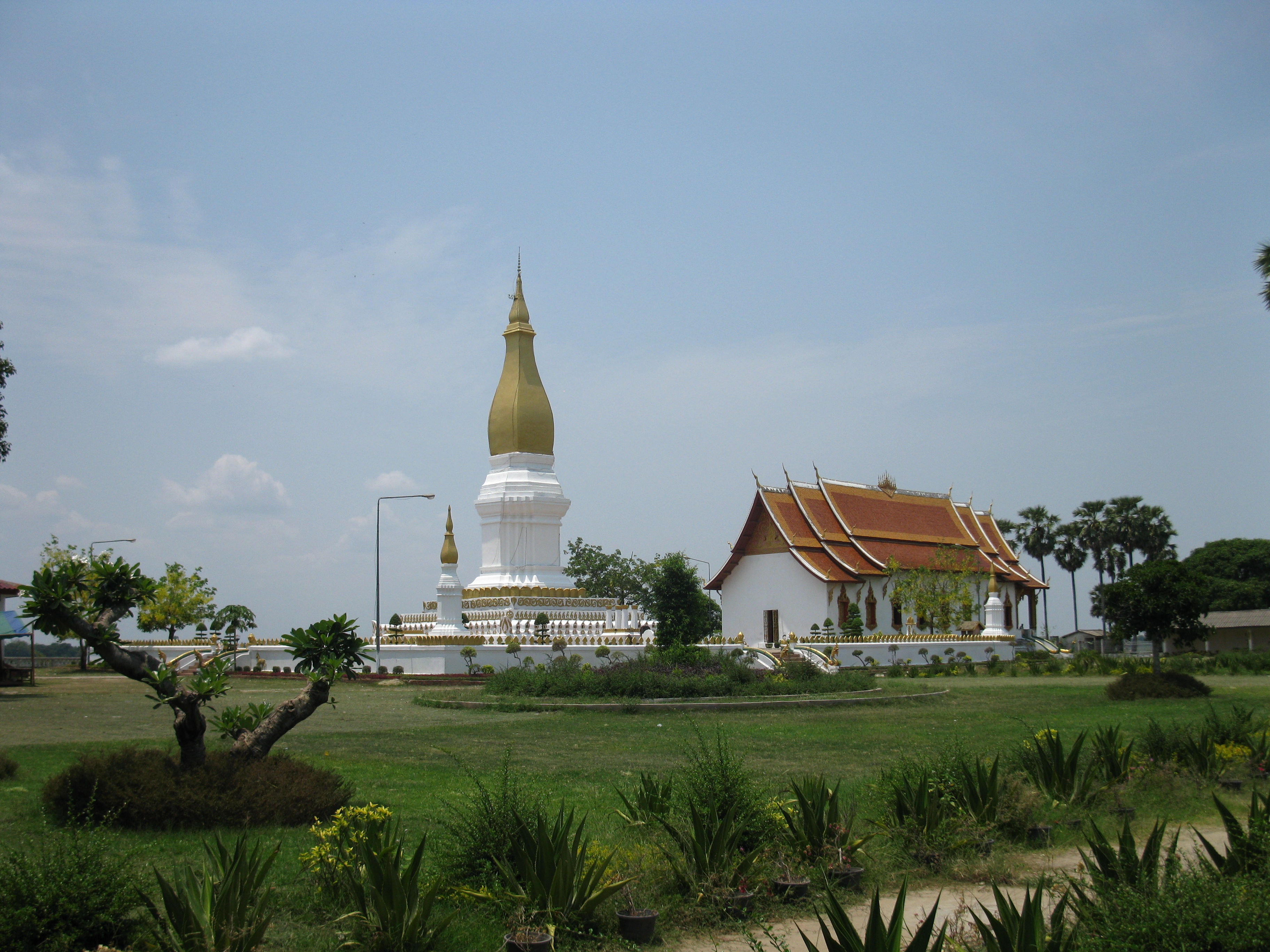
Храмовий комплекс Тхат-Сікхот на південній околиці Тхакхека. Споруда XV століття

Перші відомості про житлові й культові будівлі на території Тхакхека належать до VIII століття. Разом з тим утворення тут населеного пункту міського типу відбулося тільки в період європейської колонізації — влада Французького Лаосу заклала сучасний Тхакхек у 1911 році. Протягом перших десятиліть XX століття місто набуло суттєвого адміністративного й інфраструктурного значення, тоді побудовано різні соціальні об'єкти, серед них численні школи.
Цікаво, що в колоніальний період місто було населене переважно в'єтами, яких масово завозили французи на територію малонаселеного Лаосу для його господарського освоєння. Існувала також значна китайська громада. Лаосці ж, станом на початок 1940-х років, становили не більш як 15 % населення Тхакхека.
З Тхакхеком пов'язані важливі політичні та воєнні події періоду боротьби Лаосу за незалежність. Саме тут 8 жовтня 1945 під керівництвом принца Суфанувонга здійснено злиття комітету «Вільний Лаос» з низкою дрібніших національно-визвольних угрупувань і проголошено створення військового крила комітету — Армії звільнення і оборони Лаосу. Важливою складовою останньої стало тхакхекське міське ополчення. Впродовж подальших бойових дій з французами місто неодноразово переходило з рук у руки. У березні 1946 року Суфанувонг зазнав серйозного поранення в битві за Тхакхек.
Місто залишалося адміністративним центром територіальної одиниці першого рівня у складі лаоської держави на різних стадіях її залежності від Франції. Від 1953 до 1975 року в складі повністю незалежного Королівства Лаос, від 1975 року — у складі Лаоської Народно-Демократичної Республіки.

## Фізико-географічна характеристика

### Кліматичні та природні умови

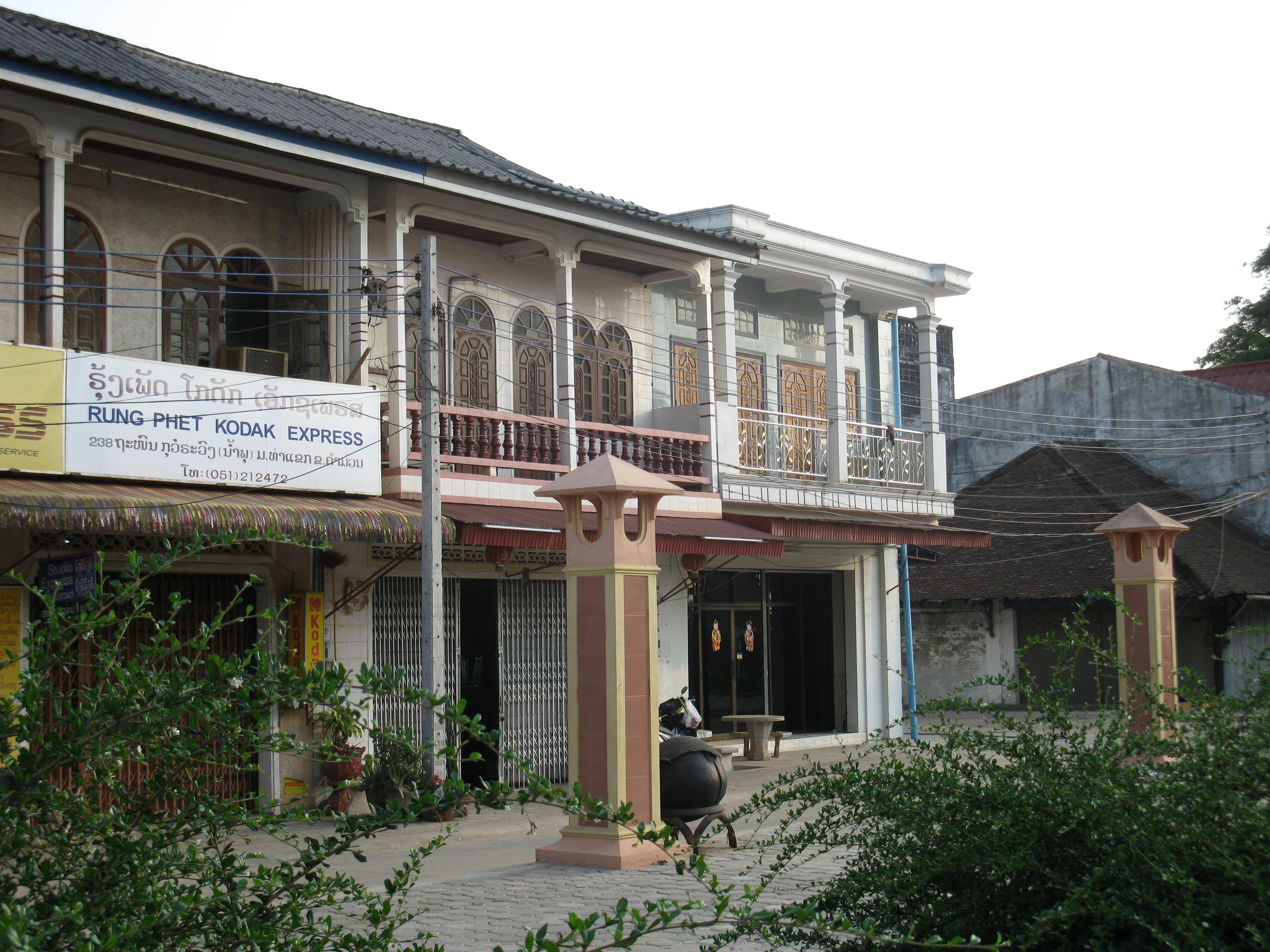
Зразок постколоніальної міської архітектури

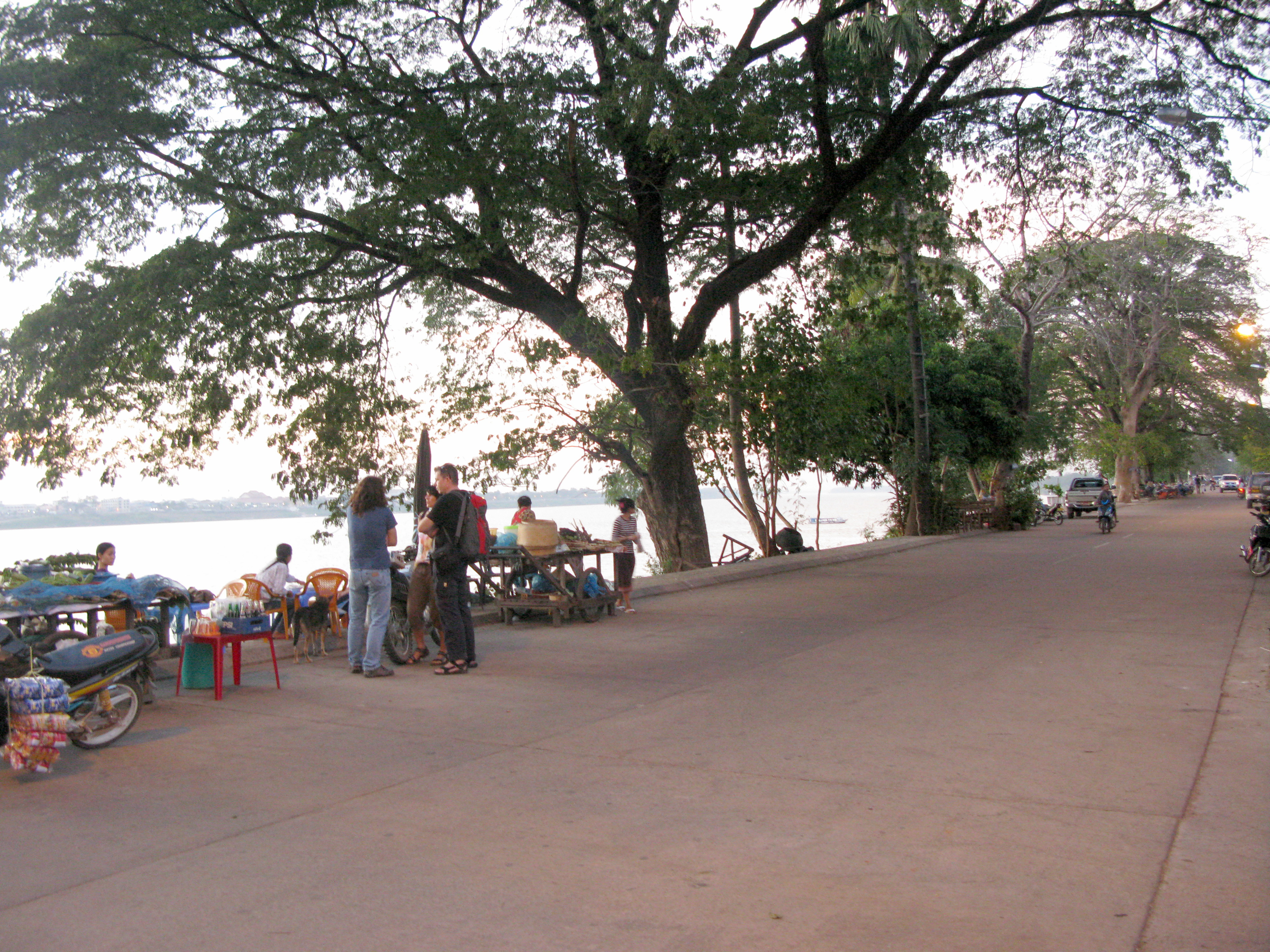
Міська набережна Меконгу

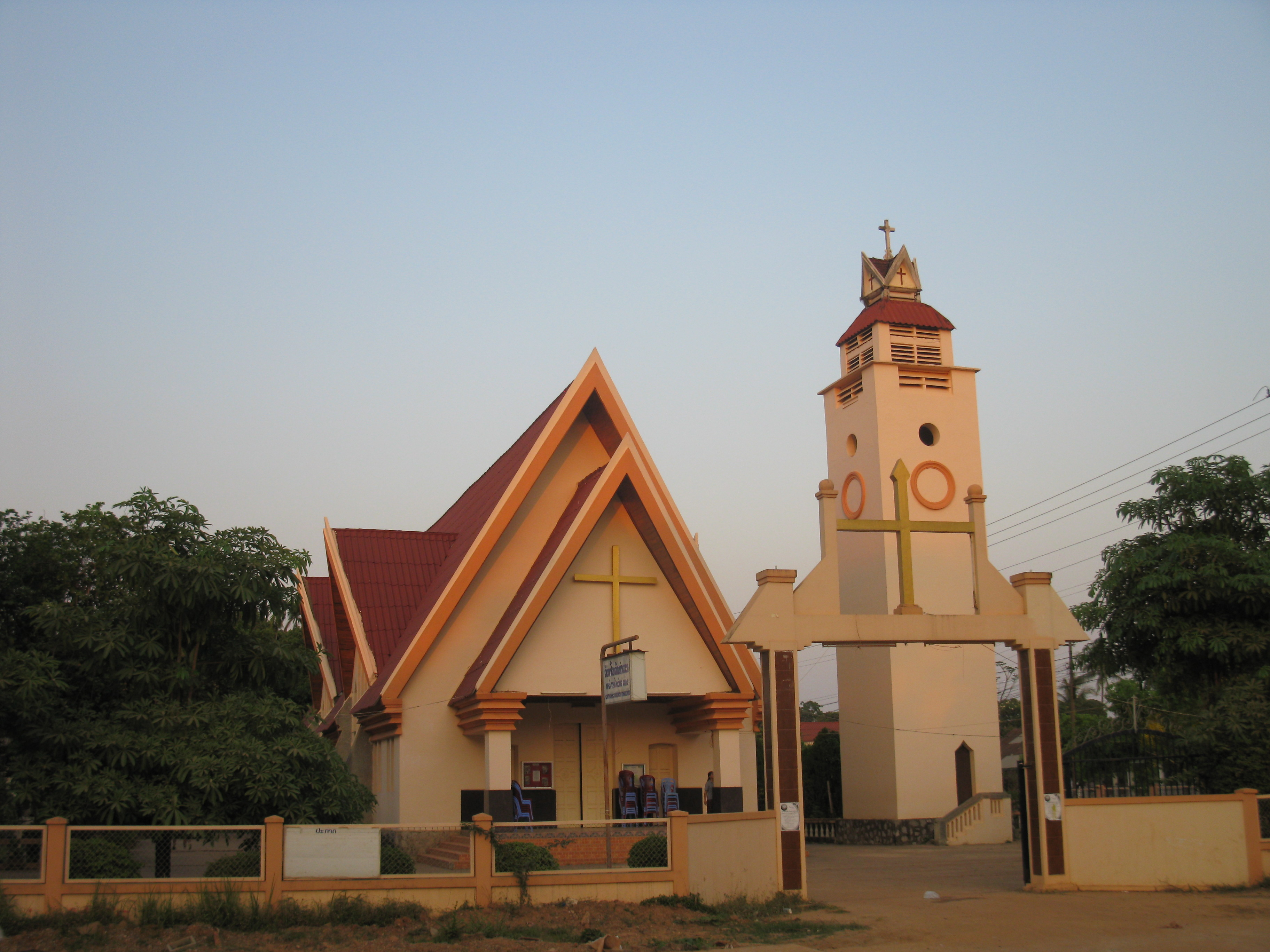
Католицька церква в Тхакхеку

Місто лежить у рівнинній місцевості на лівому березі Меконгу. Перепади висот безпосередньо на його території незначні, однак із західного боку до міської межі практично впритул підходить пасмо пагорбів заввишки до 500 метрів.
Загалом природні умови навколишньої території типові для центрального Лаосу і вирізняються значною різноманітністю видів (за кілька кілометрів на захід від Тхакхека проходить межа природоохоронної зони Фоу-Хінпон). Значущі біологічні знахідки періодично фіксують безпосередньо в межах міста. Так, саме на ринку в Тхакхеку 1996 року західні фахівці вперше виявили екземпляри лаоського скельного щура — рідкісної реліктової тварини, ендеміка тутешніх місць: убитих тваринок продавали на м'ясо.
Клімат субекваторіальний мусонний, з вельми чітким поділом року на два сезони. Літній, дощовий сезон, триває з травня по жовтень, зимовий, сухий — з листопада по квітень. Різниця між денною та нічною температурою доволі відчутна — порядку 10 °C, сезонні температурні коливання незначні: середньорічний температурний максимум — +31 ° C, мінімум — +21 ° C. Кількість опадів — понад 2000 мм на рік.
| Клімат Тхаккека         | Клімат Тхаккека | Клімат Тхаккека | Клімат Тхаккека | Клімат Тхаккека | Клімат Тхаккека | Клімат Тхаккека | Клімат Тхаккека | Клімат Тхаккека | Клімат Тхаккека | Клімат Тхаккека | Клімат Тхаккека | Клімат Тхаккека | Клімат Тхаккека |
| Показник                | Січ.            | Лют.            | Бер.            | Квіт.           | Трав.           | Черв.           | Лип.            | Серп.           | Вер.            | Жовт.           | Лист.           | Груд.           | Рік             |
| Абсолютний максимум, °C | 42              | 37              | 41              | 41              | 40              | 45              | 35              | 35              | 39              | 39              | 37              | 37              | 38              |
| Середній максимум, °C   | 29              | 31              | 34              | 34              | 33              | 32              | 31              | 31              | 31              | 31              | 30              | 28              | 31              |
| Середня температура, °C | 23              | 25              | 28              | 28              | 28              | 28              | 27              | 27              | 27              | 26              | 25              | 22              | 26              |
| Середній мінімум, °C    | 16              | 19              | 21              | 22              | 23              | 24              | 23              | 23              | 23              | 21              | 19              | 15              | 21              |
| Абсолютний мінімум, °C  | 7               | 9               | 11              | 11              | 20              | 22              | 14              | 20              | 20              | 13              | 11              | 4               | 4               |
| Норма опадів, мм        | 0               | 30              | 48              | 96              | 201             | 393             | 417             | 558             | 249             | 84              | 9               | 0               | 2085            |
| ----------------------- | --------------- | --------------- | --------------- | --------------- | --------------- | --------------- | --------------- | --------------- | --------------- | --------------- | --------------- | --------------- | --------------- |
| Джерело:                |                 |                 |                 |                 |                 |                 |                 |                 |                 |                 |                 |                 |                 |

| Період    | Січ | Лют | Бер | Кві | Тра | Чер | Лип | Сер | Вер | Жов | Лис | Гру | Рік |
| --------- | --- | --- | --- | --- | --- | --- | --- | --- | --- | --- | --- | --- | --- |
| Кількість | 1   | 3   | 5   | 6   | 14  | 19  | 21  | 22  | 15  | 7   | 2   | 1   | 116 |

| Період                | Січ | Лют | Бер | Кві | Тра | Чер | Лип | Сер | Вер | Жов | Лис | Гру | Рік |
| --------------------- | --- | --- | --- | --- | --- | --- | --- | --- | --- | --- | --- | --- | --- |
| Середня швидкість     | 3   | 3   | 3   | 2   | 2   | 1   | 1   | 1   | 1   | 2   | 3   | 3   | 2   |
| Максимальна швидкість | 56  | 37  | 52  | 59  | 50  | 63  | 26  | 37  | 22  | 26  | 28  | 31  | 41  |

### Міський ландшафт
Площа міста становить близько 40 км². При цьому значна частина території, що адміністративно належить до Тхакхека, являє собою фактично сільську місцевість. Власне міський масив займає близько половини території і має форму близьку до трапеції, широка основа якої — близько 9 км — витягнута уздовж берега Меконгу. Має більш-менш чітке ортогональне планування. Історичний центр прилягає до набережної. Територією міста протікає кілька дрібних річок — приток Меконгу, є невелике прісноводне озеро Нонг-Боа.

## Населення
Населення Тхакхека становить 26 200 осіб — близько третини населення району Тхакхек і близько 8 % населення провінції Кхаммуан. Історично місто населяли переважно в'єти, проте наприкінці 1940-х років почався їх масовий від'їзд на історичну батьківщину, і тепер абсолютну більшість городян становлять представники народності лао. Китайська громада в місті зберігається, проте не така численна, якою вона була за колоніальних часів.
Панівна релігія — буддизм відгалуження тхеравада. Крім великої кількості буддійських святилищ безпосередньо в місті, за кілька кілометрів на південь від нього розташований один з найбільших у Лаосі храмових комплексів Тхат-Сікхотабонг, заснований у XV столітті, який включає, крім ступ, розгалужену мережу печерних капищ.
Крім того, є досить значна католицька громада. В 1951-58 роках Тхакхек був центром апостольської префектури, в 1958-63 роках — апостольського вікаріату (1963 року центр вікаріату перенесено до міста Саваннакхет).

## Економіка та інфраструктура
Завдяки своєму розташуванню на березі Меконгу Тхакхек традиційно має досить важливе водно-транспортне значення. Роль міста як транспортного центру ще більше зросла 2011 року, після відкриття великого автодорожнього моста, який сполучив Тхакхек із таїландським Накхонпханомом. Зі столицею та іншими відносно великими містами Лаосу Тхакхек з'єднаний однією з головних автомагістралей країни, шосе № 13. За 6 км від міста розташований аеропорт.
У місті є кілька промислових підприємств, лікарня, стадіон. Прискоренню економічного розвитку міста значною мірою посприяло будівництво та запуск у 2010 році на території провінції Кхаммуан найбільшої в Лаосі гідроелектростанції Нам-Теун-2.
Від кінця XX століття розвивається індустрія туризму. Основними пам'ятки міста: храмовий комплекс Тхат Сікхотабонг, колоніальні квартали старої частини міста, а також природна краса прилеглих районів .